# Ostichthys
Ostichthys – rodzaj ryb z rodziny hajdukowatych (Holocentridae).

## Klasyfikacja
Gatunki zaliczane do tego rodzaju:

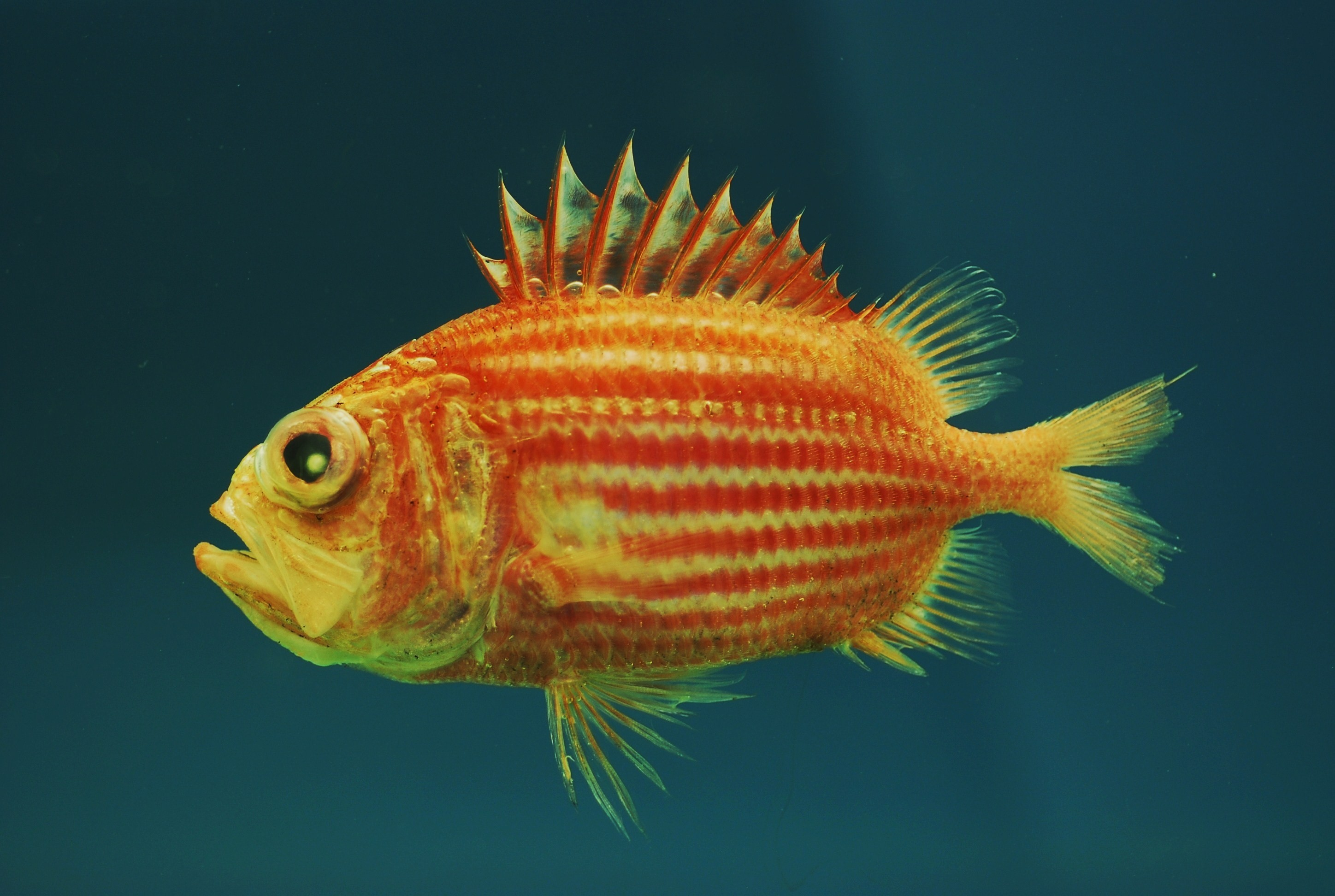
Ostichthys acanthorhinus
- Ostichthys archiepiscopus
- Ostichthys brachygnathus
- Ostichthys delta
- Ostichthys hypsipterygion
- Ostichthys japonicus
- Ostichthys kaianus
- Ostichthys ovaloculus
- Ostichthys sandix
- Ostichthys sheni
- Ostichthys sufensis
- Ostichthys trachypoma

- Ostichthys trachypoma